# Josep Xirau
Josep Xirau i Palau, né à Figueras en 1893 et mort en exil à Villefranche-sur-Mer en 1982, est un universitaire et homme politique catalan.
Il est le frère du député Antoni Xirau et du philosophe Joaquim Xirau. Il est le mari de la photographe Mey Rahola.

## Biographie
Comme toute sa famille, il suit un long cursus universitaire. Il est diplômé en droit à l'Université de Barcelone, puis complète ses études en Suisse, en Allemagne et en Italie. Il est ensuite professeur de droit à l'Université de Murcie, puis à celle de Séville. À partir de 1925, il enseigne à l'Université de Barcelone. 
Il collabore au quotidien La Opinión, le journal de son frère Antoni. Il est également fondateur de l'Union Socialiste de Catalogne avec Rafael Campalans i Puig et Manuel Serra. Il est élu député au Congrès dans la circonscription électorale de Barcelone aux élections de 1931. De 1937 à 1938, il dirige l’École d'Administration de Catalogne. 
Il doit s'exiler en France après la Guerre  d'Espagne et l'arrivée au pouvoir des nationalistes qui le déchoient de ses fonctions.
Il occupe un poste à l'UNESCO à Paris, jusqu'à sa retraite, où il termine ses jours dans sa maison de vacances de la Côte d'Azur, à Villefranche-sur-Mer.

## Publications
- - El concepto de la donación (1917)
  - Eugenio Huber: su vida y su obra (1923)
  - Le condizioni del processo civile in Spagna (1925)
  - La funzione giurisdizionale e l'equità (1927)